# Magic Mountain (Black-Stone-Cherry-Album)
Magic Mountain ist das vierte Studioalbum der amerikanischen Rockband Black Stone Cherry, erschienen im Mai 2014 über Roadrunner Records.

## Das Album
Die Aufnahmen fanden im September und Oktober 2013 im JHOC Studio in Pasadena statt. Produziert wurde das Album von Joe Barresi.
Als erste Single wurde vor Albumveröffentlichung im Mai 2014 bereits am 25. Februar 2014 Me and Mary Jane veröffentlicht.
In den Billboard 200 erreichte Magic Mountain Platz 22, in den britischen Albumcharts belegte es den 5. Platz.

## Titelliste
| Nr.          | Titel                     | Länge |
| ------------ | ------------------------- | ----- |
| 1.           | Holding On… To Letting Go | 4:15  |
| 2.           | Peace Pipe                | 4:13  |
| 3.           | Bad Luck & Hard Love      | 3:49  |
| 4.           | Me and Mary Jane          | 4:08  |
| 5.           | Runaway                   | 3:53  |
| 6.           | Magic Mountain            | 3:45  |
| 7.           | Never Surrender           | 3:29  |
| 8.           | Blow My Mind              | 3:42  |
| 9.           | Sometimes                 | 4:34  |
| 10.          | Fiesta del fuego          | 4:09  |
| 11.          | Dance Girl                | 4:40  |
| 12.          | Hollywood in Kentucky     | 4:29  |
| 13.          | Remember Me               | 6:03  |
| Gesamtlänge: | Gesamtlänge:              | 55:05 |

## Charts
| ChartsChartplatzierungen       | Höchstplatzierung | Wochen |
| ------------------------------ | ----------------- | ------ |
| Vereinigte Staaten (Billboard) | 22 (3 Wo.)        | 3      |
| Vereinigtes Königreich (OCC)   | 5 (4 Wo.)         | 4      |